# さざんかの宿
「さざんかの宿」（さざんかのやど）は、1982年8月1日に発売された大川栄策のシングル。累計180万枚の売り上げを記録しており、大川にとって最大のヒットとなった。

## 解説
- 作曲の市川昭介は作品の出来に自信があったようで、曲を書き上げるとすぐに大川に楽譜を見せたくなり、彼の自宅に行って玄関先で帰りを待った[4]。
- 発売から4か月経ってオリコンのトップ10に初登場。3週間2位（1983年1月24日から2月7日付）にランクイン[1]。
- TBS『ザ・ベストテン』では同曲で自身唯一の登場となり、最高3位（1983年1月27日・2月3日放映）で12週ランクインした[1]。
- 大川にとっては1969年の「目ン無い千鳥」以来、13年ぶりのヒット曲である。その間に恩師の古賀政男が死去した。『ザ・ベストテン』では「13年間の苦労は何とも思わないが、古賀先生がお元気な内に、A面でヒット曲を出して先生を喜ばせたかった」と語っている。
- 同曲の大ヒットにより、1983年のTBS『第25回日本レコード大賞』でロングセラー賞を獲得。『第34回NHK紅白歌合戦』で紅白初出場を果たした。
- 1983年度の日本音楽著作権協会（JASRAC）発表による楽曲別の著作権使用料分配額では「氷雨」「矢切の渡し」に続いて年間3位にランクインした[5]。

## 収録曲
- 両楽曲共に、作詞：吉岡治／作曲：市川昭介／編曲：竹村次郎

1. さざんかの宿 (4分33秒)
2. 湯の町しぐれ (4分08秒)

## カバー
- 川中美幸 - アルバム『演歌の春 おれとおまえ』（1983年）
- 美空ひばり - アルバム『残侠子守唄～'84有線ヒット』（1984年）
- 伍代夏子 - アルバム『哀艶歌〜市川昭介作品集〜』（1993年）
- 沢知恵 - アルバム『いいうたいろいろ』（1998年）